# 밀레나 베르톨리니
밀레나 베르톨리니(이탈리아어: Milena Bertolini, 1966년 6월 24일 ~ )는 이탈리아의 전직 여자 축구 선수 및 현 축구 감독으로, 선수 시절 포지션은 수비수였다. 현재 이탈리아 여자 축구 국가대표팀의 감독을 맡고 있다.